# Mihail Marin

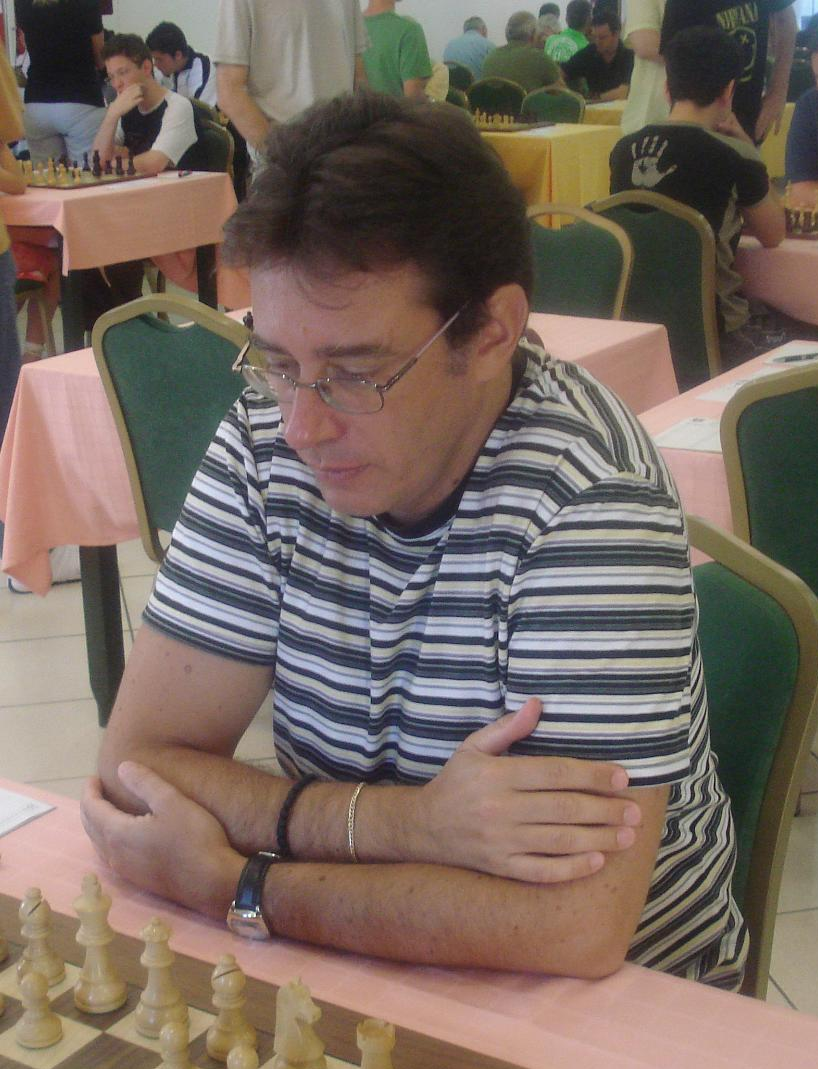
Mihail Marin in 2008

Mihail Marin (21 april 1965) is een Roemeense schaker met een FIDE-rating van 2512 in 2005 en 2597 in 2016.  Hij is een grootmeester. 
Hij kwalificeerde zich voor het Interzone-toernooi in 1987. In 1988, 1994 en 1999 was hij kampioen van Roemenië. 
Van 25 november tot en met 6 december 2005 speelde hij mee in het toernooi om het kampioenschap van Roemenië dat in Baile Tusnad gespeeld werd. Alin Berescu eindigde met 8 punten uit 11 ronden op de eerste plaats en Marin werd met 7 punten vierde.

## Schrijver
Marin is auteur van diverse schaakboeken: 
- Secrets of Chess Defence
- Learn from the Legends: Chess Champions at Their Best
- Secrets of Attacking Chess
- Beating the Open Games
- A Spanish Opening Repertoire for Black
- Reggio Emilia 2007/2008 (met Yuri Garrett)
- Grandmaster Repertoire 3-5: The English Opening: Volume 1-3

Het boek Learn from the Legends was in 2005 het ChessCafe-boek van het jaar.  